# Мировой Гран-при по волейболу 2009
17-й розыгрыш Гран-при — международного турнира по волейболу среди женских национальных сборных — прошёл с 31 июля по 23 августа 2009 года в 10 городах 7 стран с участием 12 команд. Финальный этап был проведён в столице Японии Токио. Победителем турнира в 8-й раз в своей истории стала сборная Бразилии.

## Команды-участницы
Польша, Китай, Япония — по приглашению ФИВБ;
Нидерланды, Россия, Германия — по итогам европейской квалификации;
Южная Корея, Таиланд — по итогам розыгрыша Кубка Азии 2008 года;
Доминиканская Республика, Пуэрто-Рико, США — по итогам розыгрыша Панамериканского Кубка 2008 года (три лучшие команды от NORCECA);
Бразилия — по итогам розыгрыша Панамериканского Кубка 2008 года (лучшая команда от CSV);

## Система проведения розыгрыша
На предварительном этапе команды выступали по туровой системе. В каждом туре (всего их было три) команды делились на четвёрки и проводили в них однокруговые турниры. Все результаты шли в общий зачёт. В играх финального этапа, проходившего по круговой системе, участвовали хозяин финала Япония и пять лучших команд по итогам предварительного раунда.

## Предварительный этап
31 июля—16 августа

### Турнирная таблица
| М  | Команда                  | И | В | П | С/О     | С/П   | О  |
| -- | ------------------------ | - | - | - | ------- | ----- | -- |
| 1  | Бразилия                 | 9 | 9 | 0 | 793:613 | 27:7  | 18 |
| 2  | Нидерланды               | 9 | 8 | 1 | 772:654 | 25:7  | 17 |
| 3  | Китай                    | 9 | 7 | 2 | 871:760 | 25:13 | 16 |
| 4  | Россия                   | 9 | 6 | 3 | 832:767 | 22:14 | 15 |
| 5  | Япония                   | 9 | 5 | 4 | 740:700 | 18:16 | 14 |
| 6  | Германия                 | 9 | 5 | 4 | 748:729 | 20:15 | 14 |
| 7  | Польша                   | 9 | 4 | 5 | 749:778 | 17:19 | 13 |
| 8  | Таиланд                  | 9 | 4 | 5 | 724:825 | 15:21 | 13 |
| 9  | США                      | 9 | 3 | 6 | 752:791 | 13:22 | 12 |
| 10 | Пуэрто-Рико              | 9 | 1 | 8 | 685:791 | 9:25  | 10 |
| 11 | Доминиканская Республика | 9 | 1 | 8 | 717:830 | 10:26 | 10 |
| 12 | Южная Корея              | 9 | 1 | 8 | 697:842 | 10:26 | 10 |

### 1-й тур
31 июля — 2 августа

#### Группа А
Рио-де-Жанейро
31.07: Бразилия — Пуэрто-Рико 3:0 (25:22, 25:17, 25:17); Германия — США 3:0 (25:15, 25:15, 25:16).
1.08: Бразилия — Германия 3:0 (25:12, 25:19, 25:16); США — Пуэрто-Рико 3:2 (21:25, 20:25, 25:15, 25:23, 25:14, 15:13).
2.08: Бразилия — США 3:0 (25:18, 25:22, 25:13); Германия — Пуэрто-Рико 3:2 (19:25, 25:20, 18:25, 25:13, 15:12).

#### Группа В
Кельце
31.07: Таиланд — Польша 3:2 (12:25, 25:23, 25:22, 19:25, 15:13); Нидерланды — Япония 3:0 (25:13, 25:19, 25:20).
1.08: Нидерланды — Польша 3:0 (25:23, 25:20, 25:21); Таиланд — Япония 3:2 (19:25, 25:20, 25:18, 20:25, 15:11).
2.08: Польша — Япония 3:0 (25:20, 26:24, 27:25); Нидерланды — Таиланд 3:1 (25:27, 25:21, 25:17, 25:20).

#### Группа С
Нинбо
31.07: Россия — Южная Корея 3:0 (25:23, 25:23, 25:15); Китай — Доминиканская Республика 3:0 (25:12, 25:18, 25:19).
1.08: Россия — Доминиканская Республика 3:2 (25:21, 25:27, 19:25, 25:11, 15:10); Китай — Южная Корея 3:0 (25:15, 25:21, 25:14).
2.08: Доминиканская Республика — Южная Корея 3:2 (25:22, 25:12, 18:25, 24:26, 15:10); Китай — Россия 3:2 (25:23, 23:25, 20:25, 25:14, 15:9).

### 2-й тур
7—9 августа

#### Группа D
Мяоли
7.08: США — Доминиканская Республика 3:2 (25:18, 25:19, 23:25, 21:25, 23:21); Нидерланды — Германия 3:1 (25:13, 25:23, 22:25, 25:23).
8.08: Нидерланды — США 3:2 (12:25, 25:22, 25:16, 21:25, 15:11); Германия — Доминиканская Республика 3:0 (25:16, 25:17, 25:20).
9.08: Нидерланды — Доминиканская Республика 3:0 (25:19, 25:15, 25:18); Германия — США 3:0 (25:22, 25:18, 27:25).

#### Группа E
Макао
7.08: Бразилия — Таиланд 3:0 (25:14, 25:17, 25:11); Китай — Польша 3:2 (25:19, 25:27, 24:26, 25:14, 15:12).
8.08: Бразилия — Польша 3:1 (25:12, 25:9, 13:25, 25:15); Китай — Таиланд 3:1 (25:27, 25:19, 25:17, 25:19).
9.08: Польша — Таиланд 3:0 (26:24, 25:13, 25:22); Бразилия — Китай 3:2 (25:21, 25:20, 19:25, 22:25, 15:12).

#### Группа F
Осака
7.08: Россия — Южная Корея 3:2 (23:25, 25:20, 25:18, 25:27,15:13); Япония — Пуэрто-Рико 3:0 (25:22, 25:21, 25:17).
8.08: Пуэрто-Рико — Россия 3:1 (25:17, 25:22, 22:25, 28:26); Япония — Южная Корея 3:1 (22:25, 25:13, 25:18, 25:10).
9.08: Южная Корея — Пуэрто-Рико 3:2 (25:18, 25:18, 24:26, 22:25, 15:13); Япония — Россия 3:1 (20:25, 25:19, 25:15, 25:21).

### 3-й тур
7—9 августа

#### Группа G
Гонконг
14.08: Нидерланды - Польша 3:0 (25:17, 25:17, 25:13); Китай — Доминиканская Республика 3:1 (25:21, 21:25, 25:17, 25:20).
15.08: Нидерланды — Доминиканская Республика 3:0 (25:14, 33:31, 30:28); Польша - Китай 3:2 (25:21, 25:21, 18:25, 24:26, 15:11).
16.08: Польша — Доминиканская Республика 3:2 (22:25, 25:23, 25:14, 13:25, 15:11); Китай - Нидерланды 3:1 (25:21, 25:22, 21:25, 25:21).

#### Группа H
Мокпхо
14.08: Германия — Южная Корея 3:1 (26:28, 25:20, 25:22, 25:11); Бразилия — Япония 3:1 (25:12, 25:19, 15:25, 25:13).
15.08: Бразилия — Германия 3:2 (25:27, 25:15, 25:19, 19:25, 15:10); Япония — Южная Корея 3:0 (25:13, 25:20, 25:22).
16.08: Япония — Германия 3:2 (23:25, 25:14, 25:18, 21:25, 15:10); Бразилия — Южная Корея 3:1 (25:27, 25:15, 25:15, 25:19).

#### Группа I
Бангкок
14.08: Таиланд — Пуэрто-Рико 3:0 (27:25, 30:28, 25:13); Россия — США 3:1 (25:21, 26:24, 19:25, 25:17).
15.08: Россия — Таиланд 3:1 (25:18, 24:26, 25:11, 25:12); США — Пуэрто-Рико 3:0 (25:16, 25:18, 25:22).
16.08: Таиланд — США 3:2 (19:25, 25:20, 25:21, 23:25, 15:11); Россия — Пуэрто-Рико 3:0 (25:16, 25:17, 25:19).

## Финальный этап
19—23 августа.  Токио.
| М | Команда    | 1   | 2   | 3   | 4   | 5   | 6   | И | В | П | С/О     | С/П  | О  |
| - | ---------- | --- | --- | --- | --- | --- | --- | - | - | - | ------- | ---- | -- |
| 1 | Бразилия   |     | 3:2 | 3:0 | 3:1 | 3:0 | 3:1 | 5 | 5 | 0 | 461:387 | 15:4 | 10 |
| 2 | Россия     | 2:3 |     | 3:1 | 3:0 | 3:1 | 3:1 | 5 | 4 | 1 | 472:435 | 14:6 | 9  |
| 3 | Германия   | 0:3 | 1:3 |     | 2:3 | 3:1 | 3:1 | 5 | 2 | 3 | 430:430 | 9:11 | 7  |
| 4 | Нидерланды | 1:3 | 0:3 | 3:2 |     | 3:2 | 0:3 | 5 | 2 | 3 | 421:457 | 7:13 | 7  |
| 5 | Китай      | 0:3 | 1:3 | 1:3 | 2:3 |     | 3:0 | 5 | 1 | 4 | 414:448 | 7:12 | 6  |
| 6 | Япония     | 1:3 | 1:3 | 1:3 | 3:0 | 0:3 |     | 5 | 1 | 4 | 389:430 | 6:12 | 6  |

19.08: Нидерланды — Китай 3:2 (18:25, 25:22, 25:22, 24:26, 15:13); Бразилия — Россия 3:2 (25:20, 22:25, 25:17, 24:26, 16:14); Германия — Япония 3:1 (25:21, 16:25, 25:17, 25:22).
20.08: Нидерланды — Германия 3:2 (19:25, 25:21, 25:22, 21:25, 15:13); Бразилия — Китай 3:0 (25:21, 25:20, 31:29); Россия — Япония 3:1 (25:17, 25:23, 27:29, 25:14).
21.08: Россия — Китай 3:1 (27:29, 25:16, 25:19, 25:23); Бразилия — Германия 3:0 (25:15, 25:15, 25:16); Япония — Нидерланды 3:0 (25:18, 25:22, 25:22).
22.08: Россия — Германия 3:1 (16:25, 25:21, 25:23, 25:20); Бразилия — Нидерланды 3:1 (25:22, 18:25, 25:20, 25:16); Китай — Япония 3:0 (25:20, 25:23, 25:17).
23.08: Германия — Китай 3:1 (25:14, 23:25, 25:21, 25:14); Россия — Нидерланды 3:0 (25:20, 25:23, 25:21); Бразилия — Япония 3:0 (25:21, 25:27, 25:19, 25:19).

## Итоги

### Положение команд
| Бразилия      | 7. Польша                    |
| Россия        | 8. Таиланд                   |
| Германия      | 9. США                       |
| 4. Нидерланды | 10. Пуэрто-Рико              |
| 5. Китай      | 11. Доминиканская Республика |
| 6. Япония     | 12. Южная Корея              |

### Призёры
Бразилия: Фабиана Клаудино, Ана Тиеми Такагуи, Дани Линс, Каролин Гаттас, Таиса Дахер ди Менезис, Марианне Штейнбрехер (Мари), Наталия Перейра, Велисса Гонзага (Сасса), Жойс Силва, Шейла Кастро, Фабиана Алвин ди Оливейра (Фаби), Режиане Бидиас (в матчах предварительного этапа также играла Аденизия Силва). Главный тренер — Жозе Роберто Гимарайнс (Зе Роберто).
  Россия: Мария Борисенко, Анна Макарова, Мария Жадан, Елена Муртазаева, Наталья Сафронова, Ольга Фатеева, Юлия Седова, Екатерина Гамова, Марина Шешенина, Екатерина Кабешова, Татьяна Кошелева, Екатерина Стародубова (в матчах предварительного этапа также играли Евгения Старцева и Ксения Наумова). Главный тренер — Владимир Кузюткин.
  Германия: Ленка Дюрр, Катлин Вайсс, Денизе Ханке, Керстин Черлих, Хайке Байер, Берит Кауффельдт, Анне Маттес, Кристиане Фюрст, Сара Петрауш, Марен Бринкер, Маргарета Козух, Корина Сушке (в матчах предварительного этапа также играли Надя Шаус и Сабрина Росс). Главный тренер — Джованни Гуидетти.

### Индивидуальные призы
MVP:  Шейла Кастро
Лучшая нападающая:  Татьяна Кошелева
Лучшая блокирующая:  Фабиана Клаудино
Лучшая на подаче:  Манон Флир
Лучшая в защите:  Керстин Черлих
Лучшая связующая:  Ёсиэ Такэсита
Лучшая на приёме:  Фаби
Самая результативная:  Манон Флир